# Buttgenbachit
Buttgenbachit – minerał z gromady azotanów. Nazwa od nazwiska belgijskiego mineraloga Henriego Buttgenbacha.

## Charakterystyka
Krystalizuje w układzie heksagonalnym, w formie słupków. Wykształca kryształ igiełkowe, często skupienia snopkowe i promieniste. Buttgenbachit jest półprzezroczystym minerałem o ciemnoniebieskiej barwie. Posiada połysk szklisty. Waży ok. 3,2 razy więcej niż taka sama ilość wody w temperaturze pokojowej. Miękki - 3 w skali Mohsa. Łatwo rozpuszcza się w kwasach i wodorotlenku amonu.

## Występowanie
Powstaje w strefie utleniania kruszców miedzi. Towarzyszą mu azuryt, kupryt, chryzokola, brochantyt, kalcyt, malachit, oliwenit i lirokonit. Można go znaleźć w Australii (Queensland), Demokratycznej Republice Konga, Norwegii, Wielkiej Brytanii (Anglia), we Włoszech (Toskania) i Stanach Zjednoczonych (Nevada, Arizona i Michigan).